# Včelná (stacja kolejowa)
Včelná – stacja kolejowa w miejscowości Včelná, w kraju południowoczeskim, w Czechach. Znajduje się na wysokości 430 m n.p.m..
Na stacji nie ma możliwości zakupu biletów, a obsługa podróżnych odbywa się w pociągu.

## Linie kolejowe
- 196 České Budějovice - Summerau